# Ponera striata
Ponera striata är en orkidéart som beskrevs av John Lindley. Ponera striata ingår i släktet Ponera och familjen orkidéer. Inga underarter finns listade i Catalogue of Life.